# 492 Gismonda
A 492 Gismonda (ideiglenes jelöléssel 1902 JR) a Naprendszer kisbolygóövében található aszteroida. Maximilian Franz Joseph Cornelius Wolf fedezte fel 1902. szeptember 3-án.